# Nomada orba
Nomada orba är en biart som beskrevs av Mitchell 1962. Nomada orba ingår i släktet gökbin, och familjen långtungebin. Inga underarter finns listade i Catalogue of Life.